# Donna Leon

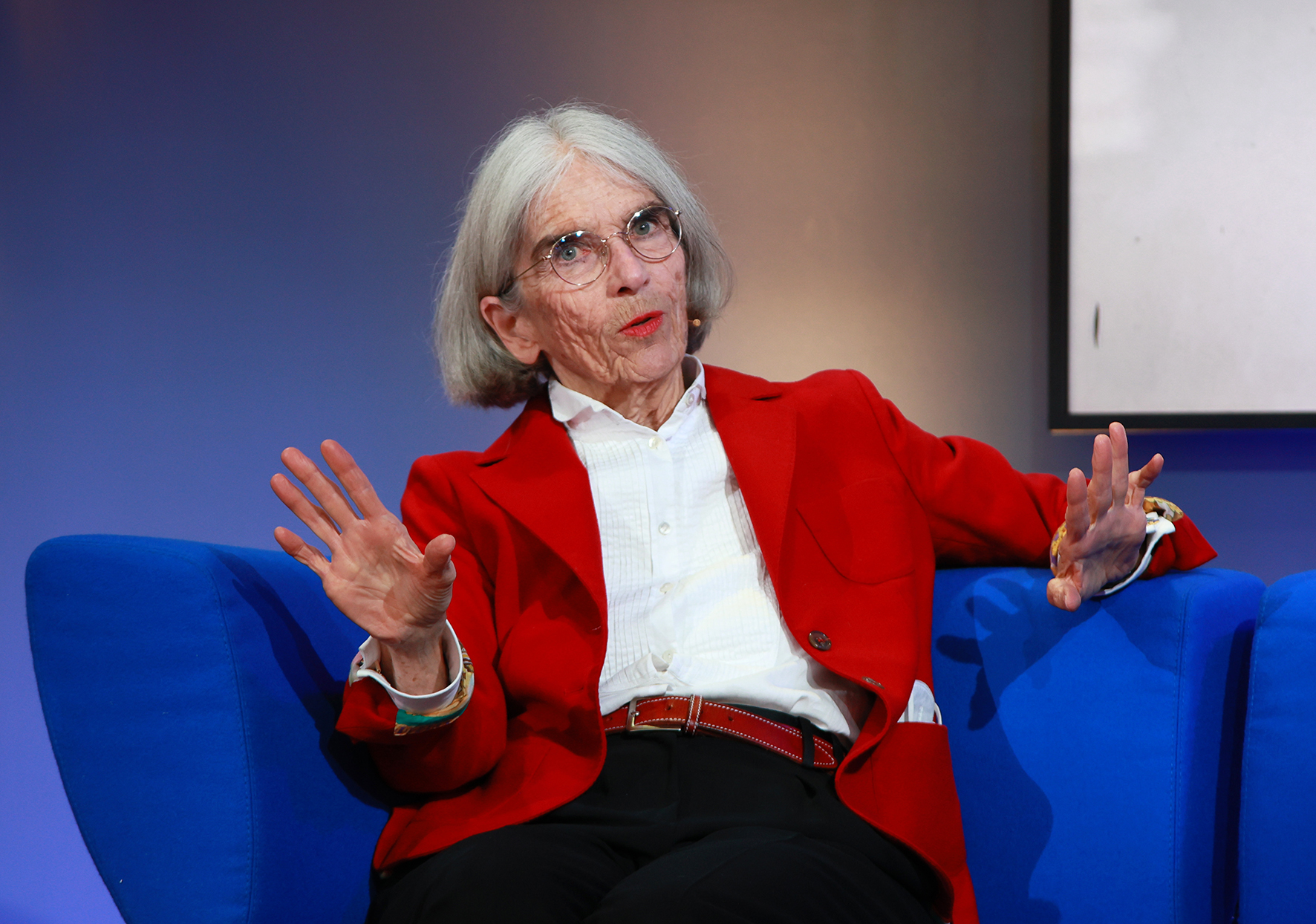
Donna Leon, Frankfurter Buchmesse (2022)

Donna Margaret Leon [ˈdɒnə ˈliːɒn] (anhörenⓘ) (* 28. September 1942 in Montclair, New Jersey) ist eine US-amerikanisch-schweizerische Schriftstellerin. Bekannt ist die Autorin für ihre Kriminalromane mit dem venezianischen Polizisten Commissario Guido Brunetti als Protagonisten. 2020 wurde sie Schweizer Staatsbürgerin.

## Leben

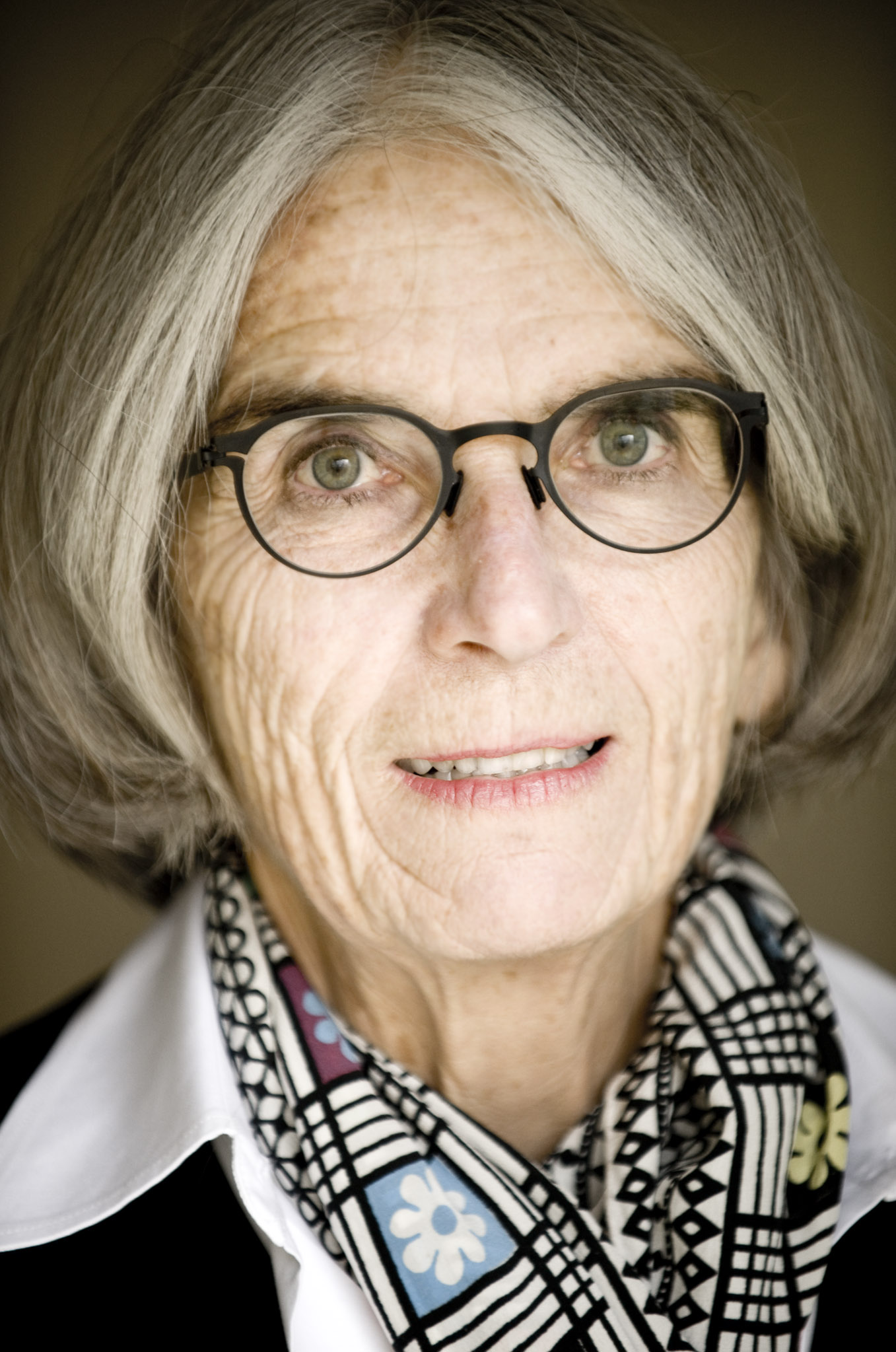
Donna Leon (2010)

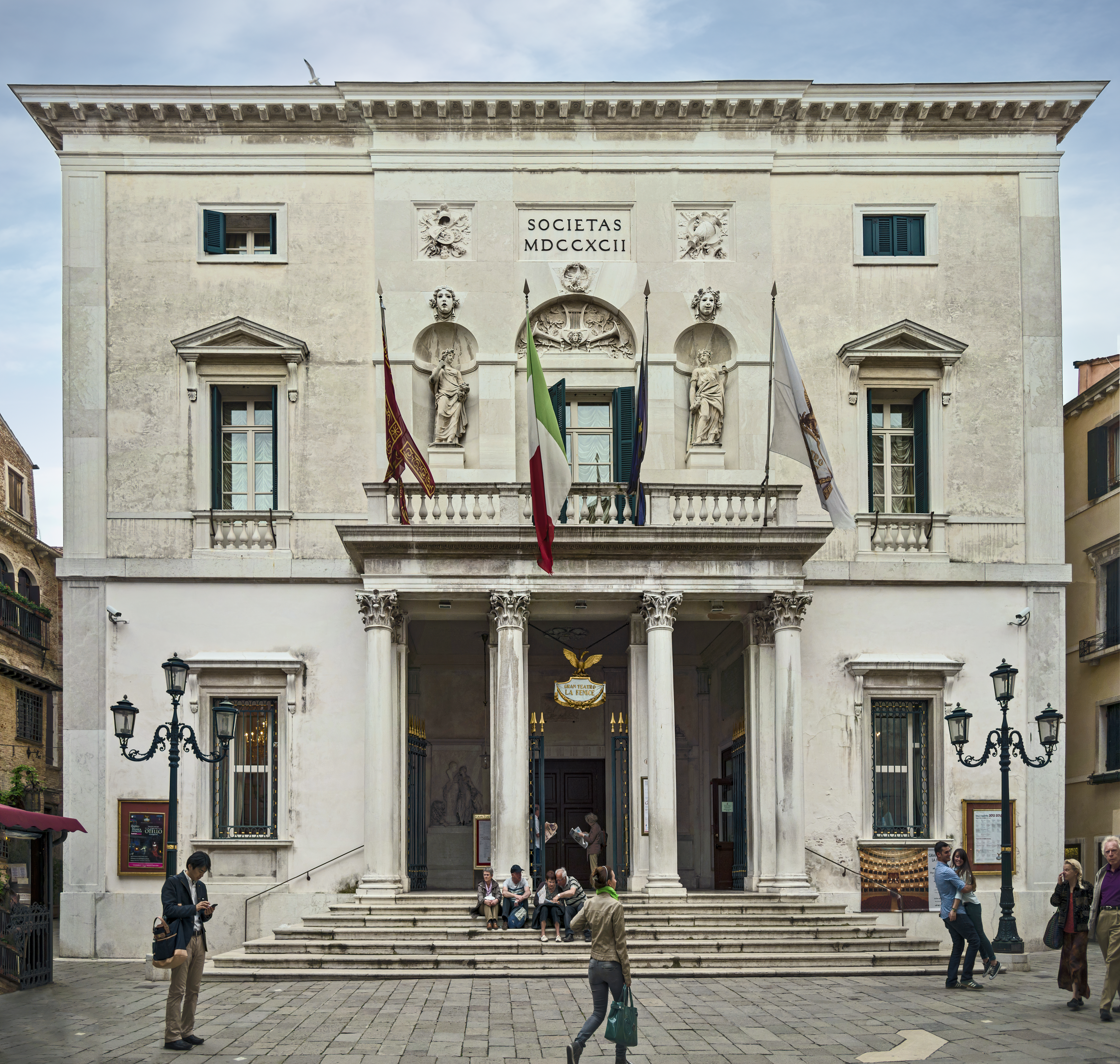
Das Teatro La Fenice, der Handlungsort ihres Debütromans

Nach einem Studium in Englisch und englischer Literatur in ihrer Heimat (USA) sowie weiteren in Siena und Perugia unterrichtete sie diese Fächer. Anschließend arbeitete sie als Reisebegleiterin in Rom und als Werbetexterin in London. Später unterrichtete sie an amerikanischen Schulen in der Schweiz, im Iran (bis 1979), in China und neun Monate lang in Saudi-Arabien. Von 1981 bis 1995 war sie an der Außenstelle der Universität Maryland auf dem US-Luftwaffenstützpunkt Vicenza (Norditalien) tätig.
Ihre Dissertation über Jane Austen konnte sie nicht abschliessen, da der Entwurf, die Bücher und sämtliche Notizen, an denen sie fünf Jahre lang gearbeitet hatte, 1979 während der Flucht vor der islamischen Revolution im Iran verloren gingen.

„Das ist wahrscheinlich das Beste, was mir je in meinem Leben passiert ist. Wenn ich das Konzept nicht verloren hätte, hätte ich die Doktorarbeit beendet und mein Leben als Akademikerin zugebracht.“

Die Idee zu ihrem ersten Buch kam ihr 1992 während eines Opernbesuchs im Teatro La Fenice in Venedig. Bei einer Unterhaltung mit dem Dirigenten Gabriele Ferro und seiner Frau wurden Anekdoten und Klatsch über den verstorbenen Stardirigenten Herbert von Karajan und dessen Tod ausgetauscht. Das Gespräch eskalierte, die drei sprachen schließlich über Mord in einer Operngarderobe.

„Ich fand das eine interessante Art, einen Kriminalroman zu beginnen. Und da dachte ich, ich schreibe mal einen.“

Hieraus entstand ihr Romandebüt Venezianisches Finale mit dem Ermittler Guido Brunetti, der in dem ersten Fall den Tod des deutschen Stardirigenten Helmut Wellauer aufklärt. Der Roman erschien 1992 unter dem Titel Death at La Fenice bei Random House in New York und floppte. Leon vermutete, dass der Ermittler Brunetti dem amerikanischen Publikum „zu intellektuell“ sei. Die deutsche Übersetzung wurde 1993 im Diogenes Verlag veröffentlicht. In Deutschland ist Leon seitdem eine Bestsellerautorin. Die Brunetti-Romane, die im jährlichen Rhythmus erscheinen, führen im Juni/Juli häufig die deutschen Bestsellerlisten an. Sie wurden in 35 Sprachen übersetzt und in zahlreichen Ländern veröffentlicht. Auf ihren Wunsch hin erscheinen sie aber nicht auf Italienisch, damit die Venezianer, von denen sie ihre Geschichten und Anregungen hat, weiter unvoreingenommen mit ihr umgehen und weil sie in Venedig unerkannt ein normales Leben führen wollte.
Ihre Leidenschaft gilt der barocken Oper, daher besuche sie fast jede wichtige Inszenierung in Europa. Besonders schätzt sie die Werke des Komponisten Georg Friedrich Händel.
Donna Leon hält sich nur noch zeitweilig in Venedig, ihrem ehemaligen Wohnort, auf. Sie lebt seit 2007 im Val Müstair in Graubünden in der Schweiz. Im Jahr 2020 hat sie die Schweizer Staatsbürgerschaft angenommen.
Gefragt nach dem Grund ihres Umzugs in die Schweiz antwortete Donna Leon: „Venedig hat etwa 50.000 Einwohner und jedes Jahr – wenn nicht gerade Pandemie ist – kommen 30 Millionen Touristen. Das heißt pro Einwohner 600 Touristen, stellen Sie sich das für Ihre Stadt einmal vor. Es wurde mir einfach zu voll. Es gab keinen Moment der Stille mehr. Ich weiß noch, wie es vor 50 Jahren war, als man in Ruhe durch die Straßen gehen konnte. Jetzt ist es so wie in London auf der Oxford Street am Heiligabend.“

## Die Brunetti-Romane
Der Protagonist in Donna Leons Kriminalromanen ist der kultivierte und bescheidene Venezianer Commissario Guido Brunetti. Seine Ehefrau Paola ist die Tochter eines Grafen aus der Familie Falier, einer der ältesten, wohlhabendsten und einflussreichsten Familien Venedigs. Sie arbeitet – wie die Autorin Donna Leon es früher selbst getan hat – als Professorin für Englische Literatur und ist vom Geist der 68er-Bewegung beseelt. Paola Brunetti wurde über ein Thema zu Henry James promoviert. Die gemeinsamen heranwachsenden Kinder Raffaele und Chiara entwickeln in den Romanen einen menschenfreundlichen Enthusiasmus, der mit der korrupten und grausamen Welt des Verbrechens kontrastiert.
Paola und die Kinder haben ein inniges Verhältnis zu den Schwiegereltern. Dagegen ist Guidos Verhältnis zu seinem Schwiegervater Orazio Falier eher etwas steif. Dennoch ist der Conte für ihn ein wichtiger Informant, wenn es um die gesellschaftlichen, geschäftlichen und politischen Hintergründe der Stadt geht.
Komische Figur der Romane ist Brunettis Vorgesetzter Vice Questore Giuseppe Patta. Der ungeschickte, eitle und opportunistische Polizeichef von Venedig ist Sizilianer und meistens anderer Meinung als Brunetti. Seine größte Sorge bei gemeldeten Todesfällen ist der Imageschaden für die Stadt und den Tourismus. Er möchte in verdächtigen Fällen daher weitergehende Ermittlungen durch Brunetti am liebsten unterdrücken, und nur selten zeigt er sich einsichtig, wenn Brunetti am Ende den Fall aufgeklärt hat. Weitere Hauptfiguren sind ab dem zweiten Roman der loyale und umweltbewusste Sergente Lorenzo Vianello (ab dem elften Roman Ispettore und mit Brunetti per Du) und ab dem dritten Roman Vice Questore Pattas moderne und attraktive Sekretärin Elettra Zorzi. Signorina Elettra ist nebenbei Computerspezialistin und bringt Brunetti immer wieder mit oft fragwürdigen Recherchen in Gewissenskonflikte. Allerdings ist Brunetti häufig auf die so außerhalb legaler Kanäle beschafften Informationen angewiesen.
Als weiterer Kontrapunkt zu diesen Figuren treten die Polizisten Tenente Scarpa, Sergente Alvise und Sergente Riverre auf, die sich trotz eigener Beschränktheit, einem Hang zur Vorschriftenabhängigkeit und gelegentlichem Übereifer einer gewissen Wertschätzung seitens des Vice Questore erfreuen. Donna Leon weist in ihren Romanen regelmäßig darauf hin, dass Scarpa ebenso wie Patta Sizilianer ist und daher von Brunetti, Vianello und Elettra nicht gemocht werde.
Weitere regelmäßig in den Romanen auftretende Charaktere sind der Rechtsmediziner Ettore Rizzardi – ein ruhiger Zeitgenosse, der stets elegant gekleidet ist und in seinen Autopsieberichten einen Hang zur wortgewandten Prosa hat – sowie die Bootsführer Montisi (der jedoch im 10. Fall ermordet wird), Bonsuan und Foa (ab Fall 11), die Brunetti regelmäßig mit dem Polizeiboot der Questura nicht nur zu den Ermittlungsorten, sondern gelegentlich auch zu privaten Zielen fahren.
Brunetti findet immer den Täter und dessen Hintermänner, allerdings kommen diese meist ungeschoren davon, weil sie über ein weitreichendes Beziehungsgeflecht verfügen. Manchmal kann auch der Täter nicht bestraft werden, weil raffinierte juristische Winkelzüge ihn als unzurechnungsfähig hinstellen. Dabei ist die polizeilich verfolgte Tat häufig nur schmückender Rahmen für die Beschreibung der Stadt Venedig und ihrer Bewohner. Durch detailliertes Studium der Stadt gelingt es Donna Leon, die Stimmung von Venedig zu den unterschiedlichen Jahreszeiten und an den unterschiedlichen Orten einzufangen. Die Protagonisten äußern sich dabei häufig sehr negativ über den zunehmenden Tourismus in Venedig und die damit einhergehende Globalisierung der Stadt.
Donna Leon nimmt in ihre Romane aktuelle Themen auf, wie sie in den Zeitungen diskutiert werden: Bestechung in Behörden, Umweltskandale, Rauschgiftverkauf an Jugendliche, Umgang mit Asylbewerbern, Sextourismus oder sexueller Missbrauch von Kindern. Außerdem setzt sie sich kritisch mit der Art und Weise auseinander, wie sich Venedig zunehmend zum Nachteil der Einheimischen verändert, z. B. die Einkaufssituation. Läden für den täglichen Bedarf der Menschen verschwinden, etwa Bäckereien oder Schuhmacher. Sie werden ersetzt durch Geschäfte, die Dinge wie Masken oder Plastikgondeln für Touristen anbieten und die kein Venezianer braucht.

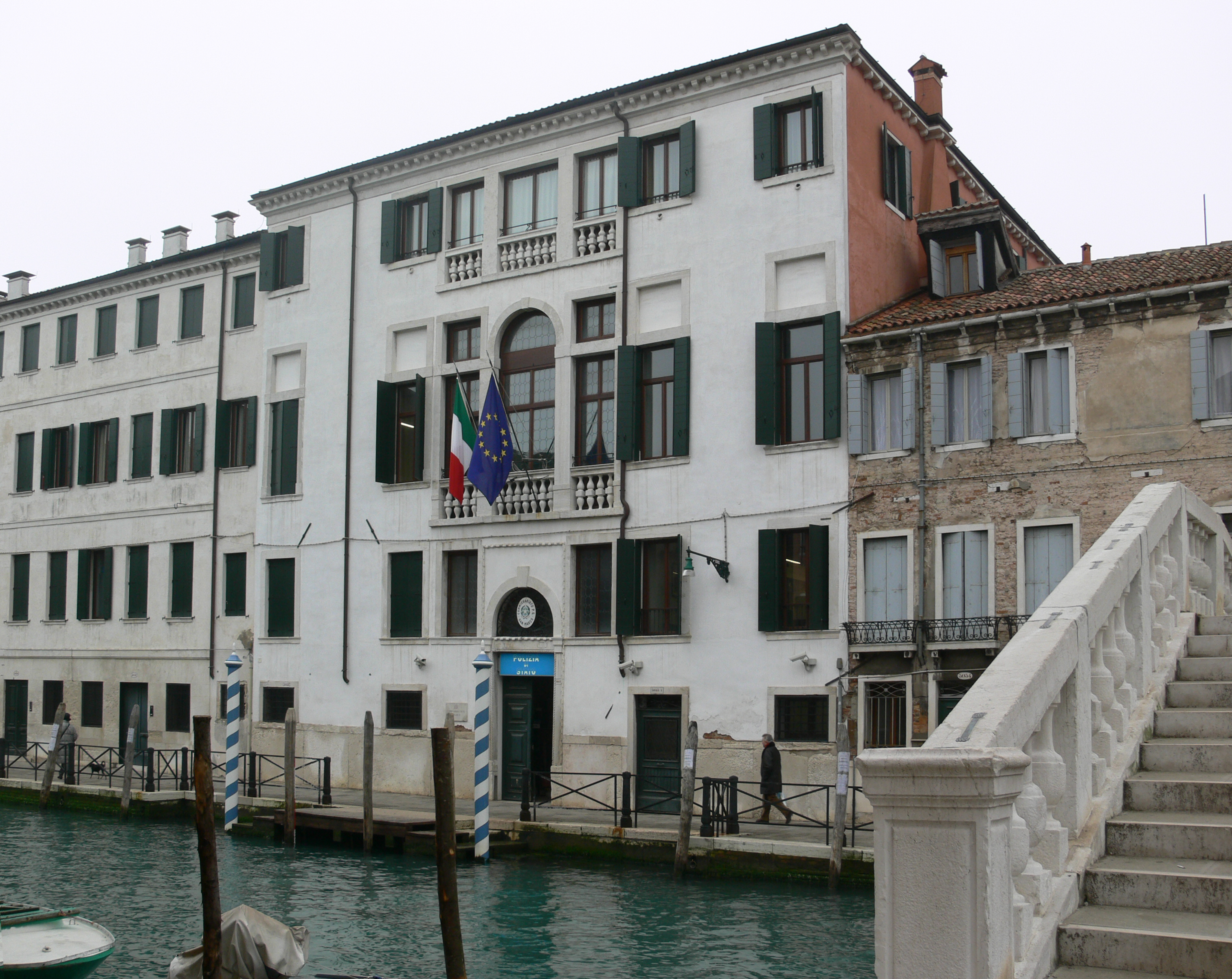
Commissariato San Marco; in den Romanen die Questura, wo Commissario Brunetti arbeitet

Donna Leon beschreibt Venedig in ihren Romanen so detailliert, dass sämtliche Schauplätze mit Hilfe eines Stadtplanes nachvollzogen werden können. Mittlerweile sind ein Stadtplan und ein Brettspiel erschienen, welche die Schauplätze der Brunetti-Romane zum Thema haben. Die Brunettis leben in einer weiträumigen Wohnung nahe der Kirche San Polo. Sie befindet sich im vierten Stock und besitzt eine große Dachterrasse. Auch die venezianische Küche ist immer wieder Thema, wobei Paola Brunetti meistens selber kocht und zu Hause auf der Dachterrrasse gegessen wird. Dank der Rezeptsammlung Bei den Brunettis zu Gast können die Dreigangmenüs von Paola Brunetti sogar nachgekocht werden. Die Dachterrasse ihrer Wohnung liegt am Zusammenfluss von Canal Grande und Rio di San Polo. Auf der anderen Seite des Rio fällt der Blick auf die Terrasse des Palazzo Barbarigo della Terrazza.

## Auszeichnungen
2003 erhielt Donna Leon den neben anderen vom Börsenverein des Deutschen Buchhandels (Landesverband Bayern), der Bayerischen Staatskanzlei und dem Bayerischen Rundfunk getragenen internationalen Buchpreis Corine in der Sparte Belletristik.
Bei der Wahl zum Sprachwahrer des Jahres 2023 erreichte sie den 3. Platz.

### Auszeichnungen für die Brunetti-Romane
- 1997: Deutscher Krimipreis – International 3 für Venezianische Scharade
- 2000: Palle-Rosenkrantz-Preis für Mord i fremmed land (Endstation Venedig)
- 2003: Corine (Internationaler Buchpreis, Kategorie: Belletristik) für Wilful Behaviour (Die dunkle Stunde der Serenissima)
- 2018: Berliner Bär (B.Z.-Kulturpreis)[22]
- 2024: „Preis des Bayerischen Ministerpräsidenten“ beim Bayerischen Buchpreis[23]

## Werke

### Die Brunetti-Romane
Die deutschen Buchausgaben sind alle im Zürcher Diogenes Verlag erschienen, zuerst als Hardcover, dann als Taschenbuch (detebe).
1. Venezianisches Finale. Commissario Brunettis erster Fall. Diogenes, Zürich 1993, ISBN 3-257-22780-9 (englisch: Death at La Fenice. 1992. Übersetzt von Monika Elwenspoek).
2. Endstation Venedig. Commissario Brunettis zweiter Fall. Diogenes, Zürich 1995, ISBN 3-257-22936-4 (englisch: Death in a Strange Country. 1993.).
3. Venezianische Scharade. Commissario Brunettis dritter Fall. Diogenes, Zürich 1996, ISBN 3-257-22990-9 (englisch: The Anonymous Venetian. 1994. US-Titel: Dressed for Death).
4. Vendetta. Commissario Brunettis vierter Fall. Diogenes, Zürich 1997, ISBN 3-257-23100-8 (englisch: A Venetian Reckoning. 1995. US-Titel: Death and Judgment).
5. Acqua Alta. Commissario Brunettis fünfter Fall. Diogenes, Zürich 1997, ISBN 3-257-23118-0 (englisch: Acqua Alta. 1996.).
6. Sanft entschlafen. Commissario Brunettis sechster Fall. Diogenes, Zürich 1998, ISBN 3-257-23139-3 (englisch: The Death of Faith. 1997. US-Titel: Quietly in Their Sleep). (Platz 1 der Spiegel-Bestsellerliste vom 29. Juni bis zum 11. Oktober und vom 19. bis zum 25. Oktober 1998)
7. Nobiltà. Commissario Brunettis siebter Fall. Diogenes, Zürich 1999, ISBN 3-257-23260-8 (englisch: A Noble Radiance. 1998.). (Platz 1 der Spiegel-Bestsellerliste vom 2. August bis zum 26. September 1999)
8. In Sachen Signora Brunetti. Der achte Fall. Diogenes, Zürich 2000, ISBN 3-257-23311-6 (englisch: Fatal Remedies. 1999.).
9. Feine Freunde. Commissario Brunettis neunter Fall. Diogenes, Zürich 2001, ISBN 3-257-23339-6 (englisch: Friends in High Places. 2000.).
10. Das Gesetz der Lagune. Commissario Brunettis zehnter Fall. Diogenes, Zürich 2002, ISBN 3-257-23379-5 (englisch: A Sea of Troubles. 2001.). (Platz 1 der Spiegel-Bestsellerliste vom 3. Juni bis zum 7. Juli 2002)
11. Die dunkle Stunde der Serenissima. Commissario Brunettis elfter Fall. Diogenes, Zürich 2003, ISBN 3-257-23448-1 (englisch: Wilful Behaviour. 2002.). (Platz 1 der Spiegel-Bestsellerliste vom 9. bis zum 15. Juni 2003)
12. Verschwiegene Kanäle. Commissario Brunettis zwölfter Fall. Diogenes, Zürich 2004, ISBN 3-257-23523-2 (englisch: Uniform Justice. 2003.). (Platz 1 der Spiegel-Bestsellerliste vom 10. Mai bis zum 27. Juni 2004)
13. Beweise, daß es böse ist. Commissario Brunettis dreizehnter Fall. Diogenes, Zürich 2005, ISBN 3-257-23581-X (englisch: Doctored Evidence. 2004.). (Platz 1 der Spiegel-Bestsellerliste vom 13. bis zum 26. Juni 2005)
14. Blutige Steine. Commissario Brunettis vierzehnter Fall. Diogenes, Zürich 2006, ISBN 3-257-23665-4 (englisch: Blood from a Stone. 2005.). (Platz 1 der Spiegel-Bestsellerliste vom 5. Juni bis zum 2. Juli 2006)
15. Wie durch ein dunkles Glas. Commissario Brunettis fünfzehnter Fall. Diogenes, Zürich 2007, ISBN 978-3-257-23786-3 (englisch: Through a Glass, Darkly. 2006.). (Platz 1 der Spiegel-Bestsellerliste vom 4. Juni bis zum 8. Juli 2007)
16. Lasset die Kinder zu mir kommen. Commissario Brunettis sechzehnter Fall. Diogenes, Zürich 2008, ISBN 978-3-257-24011-5 (englisch: Suffer the Little Children. 2007.).
17. Das Mädchen seiner Träume. Commissario Brunettis siebzehnter Fall. Diogenes, Zürich 2009, ISBN 978-3-257-24057-3 (englisch: The Girl of His Dreams. 2008.). (Platz 1 der Spiegel-Bestsellerliste vom 8. bis zum 14. Juni 2009)
18. Schöner Schein. Commissario Brunettis achtzehnter Fall. Diogenes, Zürich 2010, ISBN 978-3-257-24098-6 (englisch: About Face. 2009.).
19. Auf Treu und Glauben. Commissario Brunettis neunzehnter Fall. Diogenes, Zürich 2011, ISBN 978-3-257-24204-1 (englisch: A Question of Belief. 2010.). (Platz 1 der Spiegel-Bestsellerliste vom 6. bis zum 12. Juni 2011)
20. Reiches Erbe. Commissario Brunettis zwanzigster Fall. Diogenes, Zürich 2012, ISBN 978-3-257-06820-7 (englisch: Drawing Conclusions. 2011.).
21. Tierische Profite. Commissario Brunettis einundzwanzigster Fall. Diogenes, Zürich 2013, ISBN 978-3-257-06858-0 (englisch: Beastly Things. 2012.).
22. Das goldene Ei. Commissario Brunettis zweiundzwanzigster Fall. Diogenes, Zürich 2014, ISBN 978-3-257-06891-7 (englisch: The Golden Egg. 2013.). (Platz 1 der Spiegel-Bestsellerliste vom 9. Juni bis zum 24. Juli 2014)
23. Tod zwischen den Zeilen. Commissario Brunettis dreiundzwanzigster Fall. Diogenes, Zürich 2015, ISBN 978-3-257-06929-7 (englisch: By its cover. 2014.).[24] (Platz 1 der Spiegel-Bestsellerliste vom 30. Mai bis zum 19. Juni 2015)
24. Endlich mein. Commissario Brunettis vierundzwanzigster Fall. Diogenes, Zürich 2015, ISBN 978-3-257-06943-3 (englisch: Falling in Love. 2015.).[25]
25. Ewige Jugend. Commissario Brunettis fünfundzwanzigster Fall. Diogenes, Zürich 2016, ISBN 978-3-257-06969-3 (englisch: The Waters of Eternal Youth. 2016.).[26] (Platz 1 der Spiegel-Bestsellerliste vom 4. Juni bis zum 8. Juli 2016)
26. Stille Wasser. Commissario Brunettis sechsundzwanzigster Fall. Diogenes, Zürich 2017, ISBN 978-3-257-06988-4 (englisch: Earthly Remains. 2017.).[27] (Platz 1 der Spiegel-Bestsellerliste vom 3. bis zum 9. Juni 2017)
27. Heimliche Versuchung. Commissario Brunettis siebenundzwanzigster Fall. Diogenes, Zürich 2018, ISBN 978-3-257-07019-4 (englisch: The Temptation of Forgiveness. 2018.).[28]
28. Ein Sohn ist uns gegeben. Commissario Brunettis achtundzwanzigster Fall. Diogenes, Zürich 2019, ISBN 978-3-257-07060-6 (englisch: Unto Us a Son Is Given. 2019.).[29]
29. Geheime Quellen. Commissario Brunettis neunundzwanzigster Fall. Diogenes, Zürich 2020, ISBN 978-3-257-07099-6 (englisch: Trace Elements. 2019.).[30]
30. Flüchtiges Begehren. Commissario Brunettis dreißigster Fall. Diogenes, Zürich 2021, ISBN 978-3-257-07120-7 (englisch: Transient Desires. 2021.).[31]
31. Milde Gaben. Commissario Brunettis einunddreißigster Fall. Diogenes, Zürich 2022, ISBN 978-3-257-07190-0 (englisch: Give Unto Others. 2022.).[32]
32. Wie die Saat, so die Ernte. Commissario Brunettis zweiunddreißigster Fall. Diogenes, Zürich 2023, ISBN 978-3-257-07227-3 (englisch: So Shall You Reap. 2023.).[33]
33. Feuerprobe. Commissario Brunettis dreiunddreißigster Fall. Diogenes, Zürich 2024, ISBN 978-3-257-07283-9 (englisch: A Refiner’s Fire. 2024.).[34]

### Weitere Veröffentlichungen
- Latin Lover. Von Männern und Frauen. Zürich 1999, ISBN 3-257-70134-9.
- Eine Amerikanerin in Venedig. Geschichten aus dem Alltag. Zürich 2000, ISBN 3-257-70160-8.
- Über Venedig, Musik, Menschen und Bücher. Zürich 2005, ISBN 3-257-06487-X.
  - Auswahl als Taschenbuch: Mein Venedig. Zürich 2007, ISBN 978-3-257-23623-1.
- Bei den Brunettis zu Gast. Zürich 2009, ISBN 978-3-257-06728-6 (Rezepte von Roberta Pianaro und kulinarische Geschichten von Donna Leon. Vignetten von Tatjana Hauptmann).
- Tiere und Töne. Auf Spurensuche in Händels Opern. Zürich 2010, ISBN 978-3-257-06763-7 (Mit einer Händel-CD).
- Kurioses aus Venedig. Zürich 2011, ISBN 978-3-257-06798-9 (Mit einer Vivaldi-CD).
- Himmlische Juwelen. Zürich 2012, ISBN 978-3-257-06837-5.
- Gondola. Geschichten, Bilder, Lieder. Zürich 2013, ISBN 978-3-257-06855-9 (Mit einer CD mit venezianischen Gondelliedern des Ensembles Il pomo d’oro).
- Ein Leben in Geschichten. Zürich 2022, ISBN 978-3-257-07209-9 (Autobiographie).
- Backstage. Zürich 2025, ISBN 978-3-257-07327-0.[35]

Darüber hinaus wurden eine Reihe von Hörbüchern auf CD und Kassette (Hörspiele und Lesungen) und DVDs (Filme) produziert.

## Fernseh- und Rundfunkadaptionen
Die meisten ihrer Romane wurden für das Fernsehen verfilmt und für den Rundfunk als Hörspiel inszeniert.